# Mineur (motorfiets)
Mineur is een Belgisch historisch merk van motorfietsen.
De bedrijfsnaam was Ets. Paul Mineur, Herstal, Liège.
Paul Mineur was een technicus die er alles aan deed om de kwaliteit van zijn motorfietsen op een zo hoog mogelijk peil te brengen. Hij was aanvankelijk technicus bij Gillet geweest, maar had ook wedstrijden gereden voor Saroléa.
In 1924 begon hij voor zichzelf met het merk Mineur. Zijn eerste modellen hadden het oliegekoelde 350 cc-blok van Granville Bradshaw, dat echter al in 1925 uit productie werd genomen vanwege zijn onbetrouwbaarheid. De Mineur-motorfietsen werden voorzien van 350- en 500 JAP-, Sturmey-Archer- en (in enkele gevallen) Rudge- en MAG-kopklepmotoren (deze laatste waren er ook in een 250 cc-versie).
Er werden in de jaren dertig (mogelijk ingegeven door de crisisjaren) ook lichte motorfietsen met Villiers-tweetaktmotoren geproduceerd.
Tijdens de Tweede Wereldoorlog dook Mineur onder, maar gebruikte de tijd om een eigen motorblok te ontwikkelen. In 1945 produceerde hij met dit blok een prototype, maar tot productie kwam het helaas niet meer.